# 12. мај
12. мај (12.05) је 132. дан у години по грегоријанском календару (133. у преступној години). До краја године има још 233 дана.

## Догађаји
- 907 — Жу Вен је натерао кинеског цара Аја да абдицира, чиме је окончана владавина династије Танг дуга три века.
- 1364 — Пољски краљ Казимир III је издао краљевску повељу, којом је основан Јагелонски универзитет, најстарији у држави.
- 1804 — У Првом српском устанку ослобођен Пожаревац.
- 1881 — Под претњом инвазије, туниски бег Мухамед III је потписао споразум у Барду, чиме је Тунис постао француски протекторат.
- 1888 — Британија успоставила протекторат над Северним Борнеом и Брунејом.
- 1925 — Врховни совјет Совјетског Савеза усвојио први совјетски устав.
- 1926 — Маршал Јозеф Пилсудски извршио државни удар и успоставио војну диктатуру у Пољској.
- 1926 — Чланови посаде цепелина Норвешка, предвођени Роалдом Амундсеном су постали први људи који су потврђено летели до Северног пола.
- 1937 — Џорџ VI у Вестминстерској опатији у Лондону крунисан за краља. Церемонију преносила телевизија BBC, што је био први пренос.
- 1943 — Предајом немачког генерала Ханса фон Арнима у Тунису завршене борбе у северној Африци у Другом светском рату.
- 1949 — Званично окончана совјетска десетомесечна блокада Берлина, током које је град снабдеван из Савезне Републике Немачке, ваздушним мостом.
- 1965 — Западна Немачка успоставила дипломатске односе са Израелом, а арапске земље прекинуле односе с владом у Бону.
- 1985 — У незавршеном Храму светог Саве Патријарх српски Герман одржао свечану литургију која је обележила наставак изградње храма.
- 1988 — Светска здравствена организација објавила да у свету има више од 34.000 оболелих од сиде.
- 1991 — Одржан референдум о статусу САО Крајине
- 1992 —
  - Скупштина српског народа у Босни и Херцеговини на заседању у Бањалуци донела одлуку о формирању Војске Републике Српске и оснивању новинске агенције СРНА.
  - Немоћни да спрече ширење сукоба у БиХ, посматрачи Европске заједнице напустили Сарајево.
- 1994 — Палестинска полиција стигла на Западну обалу у оквиру припрема да од Израела преузме град Јерихон, седиште палестинске аутономије у тој области.
- 1995 — Власници центра „Рокфелер“ у Њујорку, иза којих је стајао јапански капитал, објавили банкрот.
- 1997 — Председник Русије Борис Јељцин и чеченски вођа Аслан Масхадов потписали споразум о обустави непријатељстава.
- 2003 — У два самоубилачка бомбашка напада у Чеченији погинуло најмање 75, повређено на стотине особа.
- 2008 — Земљотрес јачине 7,8 степени Рихтерове скале је погодио провинцију Сечуан, у Кини. Погинуло је 69.016 људи, 18.830 их се води као нестало, а без крова над главом је остало преко 5 милиона људи. Земљотрес је за собом оставио и неколико стотина хиљада повријеђених.

## Рођења
- 1803 — Јустус фон Либиг, немачки хемичар. (прем. 1873)[1]
- 1820 — Флоренс Најтингејл, енглеска болничарка, оснивачица прве школе за болничарке. (прем. 1910)[2]
- 1828 — Данте Габријел Росети, енглески сликар и песник. (прем. 1882)[3]
- 1839 — рођен Адолф Светоплук Освалд, словачки књижевник и новинар, добровољац у Српско-турском рату 1876. године[4]
- 1842 — Жил Масне, француски композитор. (прем. 1912)[5]
- 1872 — Антон Корошец, словеначки политичар и теолог, вођа Словенске људске странке. (прем. 1940)[6]
- 1907 — Кетрин Хепберн, америчка глумица. (прем. 2003)[7]
- 1910 — Дороти Кроуфут Хоџкин, британска хемичарка, добитница Нобелове награде за хемију (1964). (прем. 1994)[8]
- 1910 — Карло Булић, хрватски и српски глумац. (прем. 1986)[9]
- 1933 — Ђорђе Јовановић, српски глумац. (прем. 2004)[10]
- 1937 — Џорџ Карлин, амерички комичар, глумац, писац и критичар друштва. (прем. 2008)[11]
- 1942 — Драгољуб Велимировић, српски шахиста. (прем. 2014)[12]
- 1947 — Здењек Земан, чешко-италијански фудбалски тренер.[13]
- 1948 — Ричард Рил, амерички глумац.
- 1950 — Габријел Берн, ирски глумац, редитељ, сценариста и писац.[14]
- 1954 — Ненад Богдановић, српски политичар, 71. градоначелник Београда. (прем. 2007)[15]
- 1959 — Винг Рејмс, амерички глумац.[14]
- 1959 — Бранислав Аксин, тромбониста и педагог.[16]
- 1962 — Брет Гуревиц, амерички музичар и музички продуцент, најпознатији као суоснивач и гитариста групе Bad Religion.[17]
- 1962 — Емилио Естевез, амерички глумац, редитељ и сценариста.[18]
- 1963 — Панајотис Фасулас, грчки кошаркаш и политичар.[19]
- 1967 — Зоран Ћосић, српски глумац.[20]
- 1970 — Саманта Матис, америчка глумица.[21]
- 1975 — Џона Лому, новозеландски рагбиста. (прем. 2015)[22]
- 1977 — Грејем Дот, енглески играч снукера.[23]
- 1978 — Џејсон Бигс, амерички глумац.[14]
- 1979 — Милан Дозет, српски кошаркаш.[24]
- 1979 — Хоаким Родригез, шпански бициклиста.[25]
- 1981 — Рами Малек, амерички глумац.[14]
- 1983 — Аксел Ервел, белгијски кошаркаш.[26]
- 1986 — Емили Ванкамп, канадска глумица.[14]
- 1988 — Марсело Вијеира, бразилски фудбалер.[27]
- 1990 — Мелих Махмутоглу, турски кошаркаш.[28]
- 1997 — Френки де Јонг, холандски фудбалер.[29]

## Смрти
- 1465 — Тома Палеолог, бивши деспот Мореје и титуларни византијски цар. (рођ. 1428)[30]
- 1671 — Свети Василије Острошки (Стојан Јовановић), митрополит Захумски и Источно-херцеговачки (рођ. 1610)
- 1871 — Данијел Франсоа Еспри Обер, француски композитор опера. (рођ. 1782)[31]
- 1879 — Лудвиг Ангерер, аустријски фотограф (рођ. 1827)
- 1884 — Беджих Сметана, чешки композитор, оснивач чешке опере и модерне музике. (рођ. 1824)[32]
- 1957 — Ерих фон Штрохајм, амерички филмски глумац и режисер немог филма. (рођ. 1885)[33]
- 1966 — Феликс Штајнер, СС генерал најпознатији по улози током битке за Берлин. Командовао је снагама за које је Хитлер мислио да могу разбити обруч који се стегао око Берлина.
- 1970 — Михаило Динић, српски историчар. (рођ. 1899)[34]
- 2001 — Пери Комо, певач. (рођ. 1912)[35]
- 2003 — Садрудин Ага Кан, принц, комесар UNHCR у Авганистану. (рођ. 1933)[36]
- 2011 — Др Александар Маринчић, академик, професор Електротехничког факултета у Београду. (рођ. 1933)[37]
- 2018 — Борислав Микелић, српски привредник и бивши председник Владе Републике Српске Крајине (рођ. 1939)

## Празници и дани сећања
- Међународни празници
  - Међународни дан медицинских сестара
- Српска православна црква слави:
  - Светог Василија Острошког
  - Светих Девет мученика у Кизику
  - Преподобног Мемнона чудотворца